# Gabri Veiga
Gabriel "Gabri" Veiga Novas (O Porriño, 27 mei 2002) is een Spaans voetballer die doorgaans speelt als middenvelder. In juni 2025 verruilde hij Al-Ahli voor FC Porto.

## Clubcarrière
Veiga speelde in de jeugd van Santa Mariña en werd later opgenomen in de opleiding van Celta de Vigo. Bij deze club kwam hij in het seizoen 2019/20 te spelen in het reserveteam. Het seizoen erna maakte hij zijn debuut in het eerste elftal, op 19 september 2020. In het eigen Estadio Balaídos werd gespeeld tegen Valencia. Door twee doelpunten van Iago Aspas en een tegentreffer van Maximiliano Gómez werd met 2–1 gewonnen. Veiga moest van coach Óscar García op de reservebank beginnen en hij viel tien minuten voor tijd in voor Renato Tapia.
Na seizoenen met respectievelijk zes en zeven competitiewedstrijden kreeg hij vanaf de zomer van 2022 meer speeltijd. Dit leverde op 10 september van dat jaar ook zijn eerste doelpunt op. Op bezoek bij Atlético Madrid zag hij eerst tegenstanders Ángel Correa, Rodrigo De Paul en Yannick Carrasco scoren, waarna Veiga tot een doelpunt kwam. Een eigen doelpunt van teamgenoot Unai Núñez bepaalde de uitslag op 4–1. Veiga was officieel nog een speler van het reserveteam op dat moment. Op 11 januari 2023 werd de middenvelder definitief overgeheveld naar het eerste elftal.
In de zomer van 2023 maakte Veiga voor een bedrag van circa veertig miljoen euro de overstap naar Al-Ahli, waar hij zijn handtekening zette onder een verbintenis voor de duur van drie seizoenen. Twee jaar later keerde de Spanjaard terug naar Europa. FC Porto betaalde zo'n vijftien miljoen euro om hem aan te trekken en gaf hem een contract voor vijf seizoenen.

## Clubstatistieken
| Seizoen | Club          | Competitie       | Competitie | Competitie | Beker | Beker | Internationaal | Internationaal | Totaal | Totaal |
| Seizoen | Club          | Competitie       | Wed.       | Dlp.       | Wed.  | Dlp.  | Wed.           | Dlp.           | Wed.   | Dlp.   |
| ------- | ------------- | ---------------- | ---------- | ---------- | ----- | ----- | -------------- | -------------- | ------ | ------ |
| 2020/21 | Celta de Vigo | Primera División | 6          | 0          | 0     | 0     | —              | —              | 6      | 0      |
| 2021/22 | Celta de Vigo | Primera División | 7          | 0          | 3     | 0     | —              | —              | 10     | 0      |
| 2022/23 | Celta de Vigo | Primera División | 36         | 11         | 3     | 0     | —              | —              | 39     | 11     |
| 2023/24 | Celta de Vigo | Primera División | 1          | 0          | 0     | 0     | —              | —              | 1      | 0      |
| 2023/24 | Al-Ahli       | Saudi Pro League | 18         | 4          | 2     | 0     | —              | —              | 20     | 4      |
| 2024/25 | Al-Ahli       | Saudi Pro League | 32         | 7          | 2     | 0     | 12             | 1              | 46     | 8      |
| 2025/26 | FC Porto      | Primeira Liga    | 0          | 0          | 0     | 0     | 0              | 0              | 0      | 0      |
| Totaal  | Totaal        | Totaal           | 94         | 22         | 10    | 0     | 12             | 1              | 116    | 23     |

Bijgewerkt op 6 juni 2025.

## Erelijst
| Competitie                             |         |               |         |         |
| Competitie                             | Aantal  | Jaren         |         |         |
| Al-Ahli                                | Al-Ahli | Al-Ahli       | Al-Ahli | Al-Ahli |
| -------------------------------------- | ------- | ------------- | ------- | ------- |
| AFC Champions League                   | 1       | 2024/25       |         |         |
| Individueel                            |         |               |         |         |
| Primera División – Team van het Jaar   | 1       | 2022/23       |         |         |
| Primera División – Speler van de Maand | 1       | Februari 2023 |         |         |